# Гис, Константен
Константен Гис (фр. Constantin Guys; 3 декабря 1802, Флиссинген — 1892, Париж) — французский художник, военный корреспондент.

## Биография
Готовился к военной карьере. Участвовал в греческой революции. С 1830-х годов посвятил себя живописи. Путешествовал по Испании, Италии, Востоку. Был военным корреспондентом во время Крымской войны. Публиковал рисунки во французской и английской прессе (Punch, Illustrated London News).

## Творчество и наследие

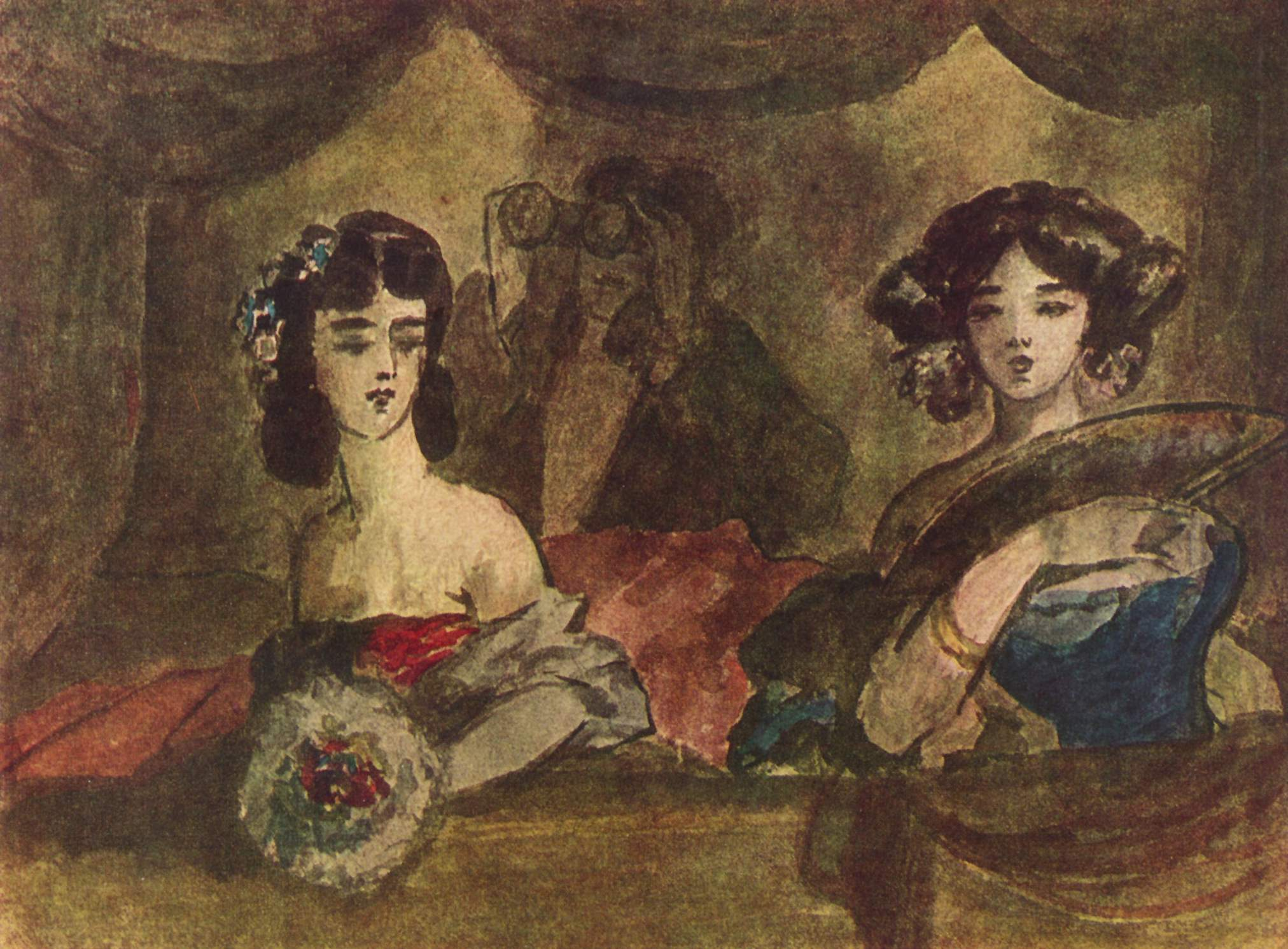
К. Гис. Ложа

Острый наблюдатель нравов Второй империи, Гис стал объектом анализа Бодлера в его ключевом эссе «Художник современной жизни» (1863), где поэт развил своё понимание современности (модерной эпохи). По мнению Анри Труайя, Бодлер очень ценил его талант и в определённой мере ставил его на один уровень с Эженом Делакруа: «Именно благодаря его карандашу многие парижские содержанки, посетители публичных домов, извозчики фиакров, вернувшиеся с Крымской войны солдаты оказались увековечены для потомства. Он был художником, запечатлевшим мимолётное и возвеличивавшим незначительное. Суровая скромность этого человека, его литературный талант и мастерство рисовальщика восхищали Бодлера настолько, что он написал о нём большую хвалебную статью». Гису посвящено стихотворение Бодлера «Парижский сон» (впервые — «La Revue contemporaine» 15 мая 1860).